# Powstanie Thökölyego
Powstanie Thökölyego – jedno z węgierskich powstań mające miejsce w latach 1678−1685, w okresie walk Węgrów z dominacją Habsburgów. 
Pod koniec lat 70. XVII wieku w północno-wschodnich Węgrzech doszło do wystąpień chłopów przeciwko wojskom cesarskim. Na czele powstańców stanął możnowładca Emeryk Thököly (Imre Thököly). Po szeregu zwycięstw, w 1682 roku Thököly kontrolował trzynaście hrabstw w północnych Węgrzech, co skłoniło go do utworzenia Księstwa Górnych Węgier ze stolicą w Koszycach i ogłoszenia się władcą tego państwa. 
Pomimo prowadzenia negocjacji z cesarzem Leopoldem I, Thököly zdecydował się w 1682 roku na przyjęcie  przyjął zwierzchnictwa Turcji, która uznała go za króla Węgier, choć miał być on tureckim wasalem. Po bitwie wiedeńskiej, Thököly skontaktował się z królem Janem III Sobieskim oferując koronę węgierską jego synowi Jakubowi. Po ekscesach wojsk litewskich w Górnych Węgrzech (Słowacja) Thököly ponownie związał się z Turcją i uderzył na wojska Sobieskiego zmuszając je w 1683 do powrotu do Polski. Po naradzie wojennej 6 grudnia pod Preszowem postanowiono zostawić na Słowacji tylko Litwinów z częścią piechoty i dragonii koronnej, jednak i te wojska zmuszone zostały opuścić Słowację na początku 1684. W roku 1685, w wyniku podstępu, Turcy aresztowali księcia, co spowodowało przejście na stronę cesarską 17 tysięcy kuruców. Po zakończeniu niewoli książę nie był już w stanie podjąć nowej walki, gdyż cały kraj zajęty został przez Habsburgów. Powstanie zakończyło się porażką powstańców. 
W literaturze węgierskiej i słowackiej często określane jest jako powstanie kuruców. Pierwszym powstaniem było powstanie Dozsy w 1514, a ostatnim powstanie Rakoczego w latach 1703–1711.